# NGC 2630
NGC 2630 је ознака објекта на координатама са ректансцензијом 8h 46m 6,0s и деклинацијом + 73° 0" 0'. Открио га је Ернст Вилхелм Леберехт Темпел, "-". јула 1883. Каснијим посматрањима на том положају није уочен никакав астрономски објекат.